# Mieczysław Burzyński
Mieczysław Burzyński (ur. w XIX w., zm. 1 marca 1924 w Krakowie) – polski działacz społeczny oraz polityk, konserwatysta (podolak) w okresie zaboru austriackiego w ramach autonomii galicyjskiej, poseł na Sejm Krajowy Galicji X kadencji w latach 1913–1916. Został wybrany z IV wiejskiej kurii w okręgu wyborczym Buczacz.

## Życiorys
W 1887, 1888, 1889 był sekretarzem Wydziału Rady powiatowej w Buczaczu. W kwietniu 1897 posiadał urząd sekretarza powiatu buczackiego oraz podczas wyborów uzupełniających na zasadzie ustawy miejskiej dla 30 miast 16 kwietnia 1897 został wybrany jako radny z pierwszego koła wyborczego w skład Rady miejskiej w Buczaczu. W listopadzie 1897 mianowany przez Krajowy zarząd sprzedaży soli jednym na powiat buczacki głównym zastępcą codo sprzedaży soli dla bydła. W kwietniu 1902 Marian Błażowski twierdził, że Mieczysław Burzyński pełnił urząd kasjera przez pierwsze dwa lata istnienia powiatowej Kasy oszczędności w Buczaczu. W 1905 Mieczysław Burzyński był członkiem powiatowej Kasy oszczędności w Buczaczu oraz sekretarzem Wydziału Rady powiatowej w Buczaczu. W latach 1910, 1911, 1913, 1914 był dyrektorem powiatowej Kasy oszczędności w Buczaczu oraz zastępcą burmistrza Buczacza Bernarda Sterna. W marcu 1914 przy wyborach uzupełniających został wybrany w skład Wydziału Galicyjskiej Kasy oszczędności we Lwowie. 29 kwietnia 1916 wziął udział w zgromadzeniu stronnictw polskich. 4 października 1916 uczestniczył w obradach Koła polskiego w Krakowie.
W lutym 1914 podczas 6 posiedzenia I sesji Sejmu Krajowego Galicji podczas dyskusji kolejowej zaproponował trzy rezolucje, które zostały poparte (m.in. wzywa się rząd, aby budowę kolei Podhajce–Buczacz objął bieżącym programem kolei lokalnych).
W grudniu 1888 złożył datek na Towarzystwo opieki nad weteranami z roku 1831.
Na początku pierwszej wojny światowej zgubił żonę i dzieci.